# Marans, Charente-Maritime
Marans je naselje in občina v zahodnem francoskem departmaju Charente-Maritime regije Poitou-Charentes. Leta 2006 je naselje imelo 4.654 prebivalcev.

## Geografija
Kraj se nahaja v pokrajini Aunis ob reki Sèvre Niortaise, 25 km severovzhodno od središča departmaja La Rochelle, s katerim ga povezuje vodni kanal Marans à La Rochelle.

## Uprava
Marans je sedež istoimenskega kantona, v katerega so poleg njegove vključene še občine Andilly, Charron, Longèves, Saint-Ouen-d'Aunis in Villedoux z 11.568 prebivalci.
Kanton Marans je sestavni del okrožja La Rochelle.

## Zanimivosti
- ruševine cerkve sv. Štefana iz 12. stoletja, francoski zgodovinski spomenik od 1921,
- Notredamska cerkev iz začetka 20. stoletja,
- mlin na veter le moulin de Beauregard iz 17. stoletja,
- most na reki Sèvre Niortaise le pont d'Aligre iz leta 1780,
- muzej lokalne fajanse 17. in 18. stoletja Musée Cappon.

## Pobratena mesta
- Barrow upon Soar (Anglija, Združeno kraljestvo),
- Boffa (Gvineja).